# Беатриса д’Эсте (королева Венгрии)
Беатриса д'Эсте (1215 — после 8 мая 1245) — королева Венгрии как супруга Андраша II.

## Биография
Беатриса была единственным ребенком маркиза Альдобрандино I д’Эсте, имя матери и её происхождение неизвестны. Так как отец умер в год её рождения, она находилась под опекой матери своего дяди, маркиза Аццо VII д'Эсте.
В начале 1234 года пожилой король Венгрии Андраш II, овдовевший во второй раз в 1233 году, посетил двор семьи Эсте и влюбился в молодую Беатрису. Ее дядя дал свое согласие на брак только при условии, что и Андраш, и Беатриса откажутся от приданого и претензий на наследство ее отца.
Их брак был заключен 14 мая 1234 года в Секешфехерваре, и король Андраш обещал в своем брачном договоре, что он предоставит 5000 фунтов в качестве приданого Беатрисе, а сама невеста получит 1000 фунтов годовой пенсии. Тем не менее, отношения между Беатрисой и сыновьями ее мужа сразу стали напряженными.
После смерти мужа 21 сентября 1235 года ее пасынок, король Бела IV, вступил на престол и решил изгнать мачеху из Венгрии. Кроме того, когда овдовевшая Беатриса объявила, что беременна, Бела обвинил ее в прелюбодеянии и приказал ее арестовать. Беатриса смогла бежать из Венгрии только при содействии послов императора Фридриха II, прибывших на похороны умершего короля.
Беатриса уехала в Священную Римскую империю, где родила посмертного сына своего мужа, Иштвана Постума, легитимность которого, однако, не признавалась его братьями. После рождения Иштвана Беатриса планировала жить во дворе своего дяди, но маркиз Аццо VII отказал ей в этом.
Она провела последующие годы в скитаниях по Италии, не отказываясь от претензий на герцогский титул для своего сына в Венгрии. Беатриса пыталась убедить Венецию поддержать ее сына во время войны с Венгрией, но венецианцы обещали королю Беле IV, что они не будут поддерживать Беатрису и ее сына по условиям мира 30 июня 1244 года.
Папа Иннокентий IV предоставил ей доходы от 35 монастырей в Италии.